# Robert Reinhold von Wirén

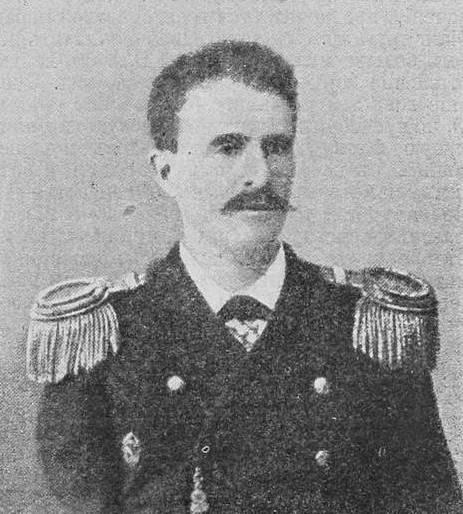
Robert Reinhold von Wirén

Robert Reinhold von Wirén (russisch Роберт Николаевич Вирен; * 25. Dezember 1856jul. / 6. Januar 1857greg. in Nowgorod; † 1. Märzjul. / 14. März 1917greg. in Kronstadt) war ein Admiral der Kaiserlich-Russischen Marine.

## Leben
Von Wirén wurde 1877 Gardemarin in die Kaiserlich Russischen Marine. 1883 erfolgte seine Beförderung zum Leutnant zur See. 1895 wurde er Kapitän Zweiten Ranges. 1901 erfolgte dann seine Beförderung zum Kapitän Ersten Ranges.
1903 erhielt er das Kommando über den Panzerkreuzer Bajan. Die Bajan war eines der modernsten Schiffe des Pazifischen Geschwaders der Kaiserlich-Russischen Marine und wurde in Port Arthur stationiert. Im Zuge dessen nahm er an dem Russisch-Japanischen Krieg teil. 1904 erfolgte seine Beförderung zum Konteradmiral.
1909 wurde er Oberkommandeur des Hafens und Militärgouverneur von Kronstadt. Des Weiteren erfolgte im selben Jahr seine Beförderung von Vizeadmiral. 1915 erfolgte seine Beförderung zum Admiral.

## Auszeichnungen
- Goldenes Schwert für Tapferkeit
- Orden von St. George, 4. Klasse
- Kaiserlich-Königlicher Orden vom Weißen Adler